# Zelotomys
Zelotomys hildegardeae este un gen de rozătoare din subfamilia Murinae. Conține două specii: Zelotomys hildegardeae și Zelotomys woosnami.